# Vallholmen
Vallholmen är ett naturreservat i Gullspångs kommun i Västergötland.
Reservatet ligger 5 km norr om Gullspångs tätort. Det sträcker sig ut i sjön Vänern, är skyddat sedan 2007 och omfattar 305 hektar. I söder gränsar det till Gullspångsälvens naturreservat där älven mynnar ut i Vänern.
Norra delen av reservatet utgörs av ön Vallholmen med moränryggar. Ute i viken bildar dessa långsmala skogklädda öar. Vallholmen hänger samman med den södra delen genom en smal landremsa omgiven av bladvassområden. 
I reservatet finns många gamla ekar med håligheter och död ved. Där finns många fågelarter som rördrom, sångsvan, bivråk, fiskgjuse, trana och spillkråka. Fågelfaunan är delvis beroende av de vidsträckta vassbältena inom området. 
Området ingår i det europeiska nätverket för bevarande av biologisk mångfald, Natura 2000.